# Haus zum Hirzen

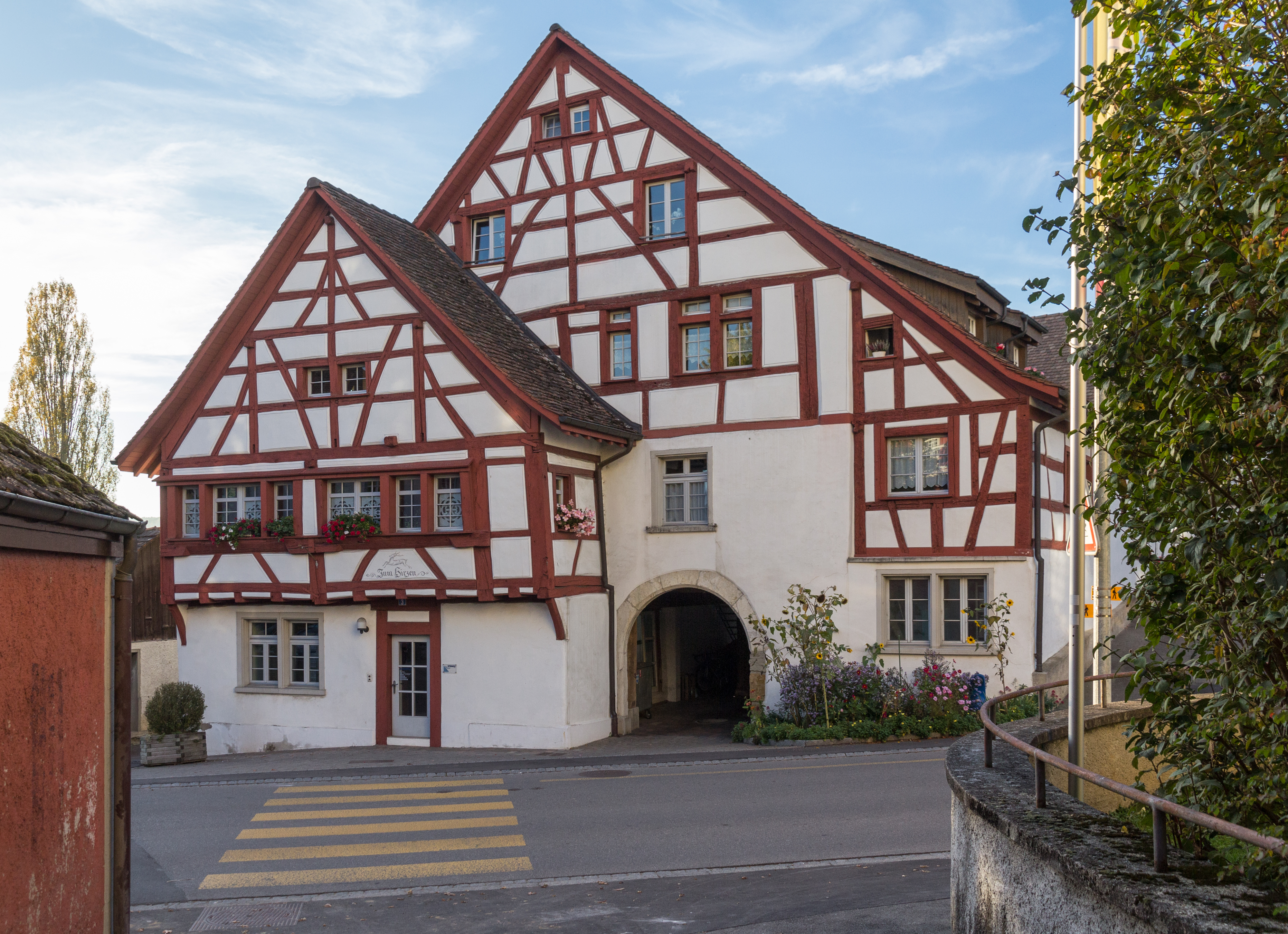
Haus zum Hirzen in Thayngen SH, 2017

Das Haus zum Hirzen ist ein in der Liste der Kulturgüter von nationaler Bedeutung aufgeführter zweiteiliger Fachwerkbau in der Gemeinde Thayngen im Kanton Schaffhausen aus dem 16. Jahrhundert.

## Geschichte
Im «Hirzen» befand sich eine der ältesten Wirtschaften in Thayngen und wurde wohl auch deshalb seit dem 16. Jahrhundert sehr oft erwähnt. Die ältesten vorhandenen Baukerne stammen aus den Jahren 1529/30. Ein sehr bekannter Wirt aus der Entstehungszeit war Thoma Buchter, der die Thaynger 1561 an der Tagsatzung in Baden erfolgreich vertrat und eine Stiftung für die Armen des Dorfes hinterliess. Zudem fanden im «Hirzen» für Thayngen bedeutende Verhandlungen wie im Prozess der Familie Eulach gegen die Stadt Schaffhausen (1567–80) um die Herrschaft über Barzheim statt.

## Besonderheiten

Haus zum Hirzen während des Ersten Weltkrieges (1914–18)

Die Hausform entspricht einem regulierten Gehöft, in welchem die verschiedenen Nutzungen baulich getrennt sind und das Gebäude über zwei (oder mehr) Firsten verfügt. Auf der Ostseite springt die linke Hälfte, in der die bis in die 1830er Jahre genutzte Wirtsstube untergebracht war, aus der Gesamtfront hervor und erweckt so den Eindruck eines eigenständigen, kleineren Gebäudes. Bei der zurücktretende Seite war zeitweise und bis zur umfassenden Renovation in den Jahren 1991/92 das Riegelwerk von Verputz überdeckt und wurde dann auf der gesamten Gebäudefront gegen Osten wieder sichtbar gemacht. In dieser Hälfte befindet sich auf Strassenniveau ein Durchfahrtsbogen aus Kalkstein mit dem Hinweis «A° 1703»